# Kanton Solre-le-Château
Solre-le-Château is een voormalig kanton van het Franse Noorderdepartement. Het kanton maakte deel uit van het arrondissement Avesnes-sur-Helpe.

## Gemeenten
Het kanton Solre-le-Château omvatte de volgende gemeenten:
- Aibes
- Beaurieux
- Bérelles
- Bousignies-sur-Roc
- Choisies
- Clairfayts
- Cousolre
- Dimechaux
- Dimont
- Eccles
- Hestrud
- Lez-Fontaine
- Liessies
- Sars-Poteries
- Solre-le-Château (hoofdplaats)
- Solrinnes